# Icnotàxon

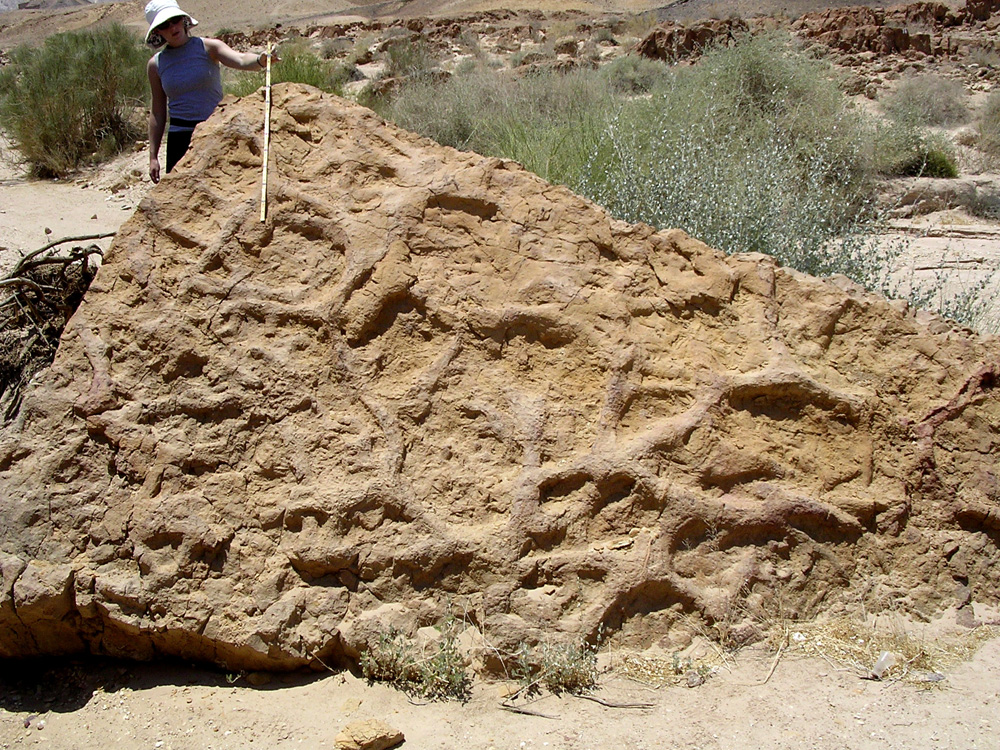
L'icnogènere Thalassinoides: perforacions produïdes per crustacis (exemple del Juràssic Mitjà d'Israel). S'observen en relleu invers, per l'erosió diferencial dels materials litificats del farciment de les icnites i del substrat original.

Un icnotàxon es considera com un tàxon, és a dir, una unitat taxonòmica, basat en les petjades fòssils o rastres d'activitat d'un organisme. Aquesta classificació inclou una àmplia gamma de rastres creats per animals antics en el passat geològic. S'empren icnotaxons per classificar i nomenar restes i senyals fòssils, tals com a pistes, empremtes, caus, orificis i perforacions, rastres, copròlits, gastròlits, regurgitàlits, nius, mines de fulles, senyals de mossegades, secrecions estructurades de l'activitat d'organismes com a capolls, càpsules de pupes, teles d'aranyes i agallas de les plantes. Es tracta d'un terme essencial en l'àmbit de l'Icnologia, que permet classificar i distingir rastres fòssils amb diferències morfològiques significatives. Aquest concepte és fonamental per als icnòlegs, ja que els permet identificar i agrupar els icnofòssils basant-se en l'obra o activitat fossilitzada d'un organisme. Gràcies a aquesta metodologia, els investigadors poden reconstruir amb major precisió els ecosistemes i les activitats dels organismes antics, aportant una comprensió més completa de la vida al llarg de la història geològica de la Terra.